# تصفيات كأس الأمم الإفريقية 2019 المجموعة س
ستكون المجموعة س من مسابقة تصفيات كأس الأمم الأفريقية لكرة القدم 2019 واحدة من المجموعات الـ12 التي تقرر الفرق المؤهلة لمسابقة نهائيات كأس الأمم الأفريقية لكرة القدم 2019. وتتألف المجموعة من أربعة فرق هي: غانا، وإثيوبيا، وسيراليون، وكينيا.
الفرق تلعب ضد بعضها البعض في نظام دورة روبن ذهاب وإيابًا بين يونيو 2017 ومارس 2019.
ويتأهل الفائز بالمجموعة لكأس الأمم الأفريقية لكرة القدم 2019، بينما يتأهل الوصيف أيضًا إذا كان من بين أفضل ثلاثة وصيفين.

## الترتيب
| م | الفريق   | لعب | ف | ت | خ | أ.له | أ.ع | أ.ف | نقاط | التأهل                            |  |       |     |       |       |
| - | -------- | --- | - | - | - | ---- | --- | --- | ---- | --------------------------------- |  | ----- | --- | ----- | ----- |
| 1 | غانا     | 4   | 3 | 0 | 1 | 8    | 1   | +7  | 9    | المسابقة النهائية                 |  | —     | 1–0 | 5–0   | ألغيت |
| 2 | كينيا    | 4   | 2 | 1 | 1 | 4    | 1   | +3  | 7    | المسابقة النهائية                 |  | 1–0   | —   | 3–0   | ألغيت |
| 3 | إثيوبيا  | 4   | 0 | 1 | 3 | 0    | 10  | −10 | 1    |                                   |  | 0–2   | 0–0 | —     | 1–0   |
| 4 | سيراليون | 0   | 0 | 0 | 0 | 0    | 0   | 0   | 0    | استبعد بسبب الإيقاف من قبل الفيفا |  | ألغيت | 2–1 | ألغيت | —     |

1. ↑  في 30 نوفمبر 2018 قرر الإتحاد الأفريقي لكرة القدم إستبعاد منتخب سيراليون من التصفيات، وتم إلغاء جميع مبارياته وذلك بسبب قرار الفيفا إيقاف الإتحاد السيراليوني لكرة القدم في 5 أكتوبر 2018.[4]

## المباريات
| سيراليون                | 2–1   | كينيا       |
| ----------------------- | ----- | ----------- |
| ووباي 22' · بانغورا 69' | تقرير | أولونغا 76' |

| غانا                                               | 5–0   | إثيوبيا |
| -------------------------------------------------- | ----- | ------- |
| جيان 10' · بوي 15' · أوفوري 41' · دوامينا 48'، 60' | تقرير |         |

| كينيا              | 1–0   | غانا |
| ------------------ | ----- | ---- |
| - أوبوكو 40' (ضد.) | تقرير |      |

| إثيوبيا              | ألغيت (كانت النتيجة 1–0) | سيراليون |
| -------------------- | ------------------------ | -------- |
| - كيبيدي 36' (ركلة.) | تقرير                    |          |

| إثيوبيا | 0–0   | كينيا |
| ------- | ----- | ----- |
|         | تقرير |       |

| غانا | ألغيت | سيراليون |
| ---- | ----- | -------- |
|      | تقرير |          |

| كينيا                                           | 3–0   | إثيوبيا |
| ----------------------------------------------- | ----- | ------- |
| - أولونغا 23' - جوهانا 27' - ونياما 67' (ركلة.) | تقرير |         |

| سيراليون | ألغيت | غانا |
| -------- | ----- | ---- |
|          | تقرير |      |

| إثيوبيا | 0–2   | غانا                     |
| ------- | ----- | ------------------------ |
|         | تقرير | - ج. آيو 3'، 24' (ركلة.) |

| كينيا | ألغيت | سيراليون |
| ----- | ----- | -------- |
|       | تقرير |          |

| غانا         | 1–0   | كينيا |
| ------------ | ----- | ----- |
| - إكوبان 82' | تقرير |       |

| سيراليون | ألغيت | إثيوبيا |
| -------- | ----- | ------- |
|          | تقرير |         |

## مسجلو الأهداف
هدفين
- رافائيل دوامينا

هدف واحد
- جون بوي
- أسامواه جيان
- إيبنزر أوفوري
- مايكل أولونغا
- أومارا بانغورا
- جوليس وباي

## وصلات خارجية
- 32nd Edition Of Total Africa Cup Of Nations, CAFonline.com